# Kullerpfirsich
Der Kullerpfirsich ist ein Getränk mit dem physikalischen Effekt, bei dem ein Pfirsich durch Bläschenbildung von Kohlenstoffdioxid eine Rotation erfährt, und eine originelle Art, ein Getränk zu präsentieren und zu servieren. Er war besonders in den fünfziger und siebziger Jahren beliebt.

## Beschreibung
Der Pfirsich wird mit einer Nadel, Gabel, oder einem sonstigen spitzen Gegenstand zwanzig- bis dreißigmal an verschiedenen Stellen angestochen, und schließlich in ein bauchiges Glas gelegt. Danach wird das Glas mit eiskaltem Sekt oder Champagner aufgefüllt. Daraufhin beginnt der Pfirsich sich zuerst langsam zu drehen, dann immer schneller zu rotieren, also zu kullern. Manchmal kann es dabei auch zu einem Richtungswechsel kommen. Der Kullerpfirsich wird im Glas mit Messer und Gabel, teilweise auch mit einem Löffel, serviert.

## Physikalische Erklärung
Sekt, in dem unter hohem Druck Kohlenstoffdioxid verschlossen ist, perlt leicht aus. Diese Kohlenstoffdioxidbläschen (Sektperlen) sammeln sich vor allem an den Härchen und Fasern der samtigen Pfirsichhaut und sorgen durch ihre Anwesenheit für einen Auftrieb. Sammeln sich nun an einer Seite mehr Bläschen als auf der anderen, erfährt die Seite mit der größeren Bläschenanzahl einen größeren Auftrieb als die andere Seite, wodurch der Pfirsich ins Rotieren gerät. Gasblasen, die durch die Rotation über den Spiegel des Sekts an die Luft geraten, zerplatzen. Neu eintauchende Pfirsichhaut trägt zunächst keine, oder nur wenige Gasblasen. Die herab rotierende Seite des Pfirsichs enthält dadurch im Mittel weniger Blasen und damit auch weniger Auftrieb als die aufsteigende Seite.
Da sich immer wieder Bläschen bilden, hält der Effekt an. Ein Richtungswechsel kommt durch eine Umverteilung der Bläschen auf die andere Seite zustande.